# 舉師坑面介
舉師坑面介（学名：Foveoleberis jeusheyi）为光面介科坑面介屬下的一个种。